# Sergio Echigo
Sergio Echigo (セルジオ越後?, Echigo Serujio; San Paolo, 28 luglio 1945) è un giornalista, dirigente sportivo ed ex calciatore brasiliano naturalizzato giapponese.

## Carriera

### Calciatore
Iniziò la propria carriera da calciatore professionista nel Corinthians, dove si distinse per le proprie abilità nel dribbling (fu attribuita a lui l'invenzione del dribbling elastico in seguito ripresa dal compagno di squadra Rivelino) senza tuttavia totalizzare un numero elevato di presenze in campo (in totale 11). Ceduto al Trespontano nel 1967, passò in seguito al Bragantino e al Paulista dove giocò nel corso della stagione 1971. Successivamente si trasferì in Giappone, dove iniziò a giocare a livello dilettantistico nel Towa Real Estate: segnalatosi tra i migliori giocatori della Japan Soccer League (fu per due anni consecutivi incluso nel miglior undici del torneo), si ritirò definitivamente dal calcio giocato nel 1974.

### Dopo il ritiro
Subito dopo il ritiro fu assunto come direttore tecnico dell'Eidai, ricoprendo tale carica sino alla chiusura del club. In seguito si occuperà dell'insegnamento di tecnica calcistica e di giornalismo.

## Palmarès

### Club
- Japan Soccer League Cup: 1

Towa Real Estate: 1973

### Individuale
- Incluso nella Best XI del campionato: 2 volte